# Maddie Mastro
Maddie Mastro (née le 22 février 2000 à Loma Linda en Californie) est une snowboardeuse américaine. Elle débute dans les disciplines halfpipe et slopestyle.

## Carrière
Depuis 2009, Maddi Mastro participe à des compétitions pour le Tour du monde de snowboard Ticket to Ride. En mars 2011, elle arrive à la deuxième place du halfpipe au Burton US Junior Open à Stratton Mountain, son premier podium. En 2013/14, elle arrive à la deuxième place au US Revolution Tour à Mammoth et à Sun Valley, la première place de chaque compétition de halfpipe. L'année suivante, elle remporte le US Revolution Tour à Copper Mountain et Seven Springs. À Mammoth, elle arrive en deuxième position et atteint à la fin de la saison la première place du classement de la demi-lune.
Aux Championnats du monde junior de snowboard 2014 à Chiesa in Valmalenco et 2015 à Yabuli, elle termine sixième en demi-lune,. En janvier 2016, elle arrive à la troisième place du Grand Prix de snowboard américain et de la Coupe du monde de snowboard à Mammoth, et la deuxième place dans la compétition de halfpipe à Park City.
Aux Winter X Games 2016 à Aspen, elle termine à la septième place. Aux Winter X Games 2016 à Oslo, elle arrive à la quatrième place sur le superpipe. En mars 2016, elle est neuvième au Burton US Open à Vailet. Elle atteint à la fin de la saison la sixième place dans la Coupe du Monde Halfpipe. En 2016/17, elle remporte la septième place aux Winter X Games 2017 et la sixième place aux Championnats du monde de snowboard 2017 à Sierra Nevada. En février 2017, elle arrive troisième au Burton US Open.

## Palmarès

### Championnats du monde
- Park City - Mondiaux 2019  :
  -  Médaillé de bronze en halfpipe.
- Aspen - Mondiaux 2021  :
  -  Médaillé d'argent en halfpipe.

### Coupe du monde
- 1 petit globe de cristal :
  - Vainqueur du classement halfpipe en 2025.
- 18 podiums dont 1 victoire.

#### Détails des victoires
| Saison    | Halp-pipe     |
| --------- | ------------- |
| 2024-2025 | Secret Garden |